# Ewiger Strom
Pour plus de détails, voir Fiche technique et Distribution.
Ewiger Strom est un film allemand réalisé par Johannes Guter, sorti en 1920.

## Fiche technique
- Titre : Ewiger Strom
- Réalisation : Johannes Guter
- Scénario : Hans Janowitz d'après le roman d'Alfred Fekete
- Photographie : Hans Bloch (de)
- Pays d'origine : République de Weimar
- Format : Noir et blanc - 1,33:1 - Film muet
- Genre : drame
- Date de sortie : 1920

## Distribution
- Werner Krauss : un passeur
- Marija Leiko : Marija
- Heinrich Peer (en) : Professeur Anton Weniaan
- F. W. Schröder-Schrom : Ingénieur Jan Bruun
- Gerhard Tandar (de) : Gerhard Wenlaan